# 高波 (駆逐艦)
高波（たかなみ）は、大日本帝国海軍の駆逐艦。夕雲型駆逐艦（一等駆逐艦）の6番艦である。艦名は高波に由来し、海上自衛隊の護衛艦に継承された。

## 概要
日本海軍が太平洋戦争で運用した一等駆逐艦である。夕雲型駆逐艦の6番艦。浦賀船渠で建造され、1942年（昭和17年）8月末に竣工した。沖輸送に参加してソロモン諸島へ進出中の10月1日、第二水雷戦隊（司令官田中頼三少将）麾下の第31駆逐隊に編入された。第31駆逐隊の姉妹艦（長波、巻波）と合流後、ただちにガダルカナル島の戦いに投入される。高波は二水戦を含む外南洋部隊（第八艦隊）増援部隊各艦と共に鼠輸送（駆逐艦輸送）、ヘンダーソン基地艦砲射撃、南太平洋海戦、第三次ソロモン海戦に参加した。
11月30日、田中少将指揮下の外南洋部隊増援部隊（長波〈二水戦旗艦〉、高波、巻波、親潮、黒潮、陽炎、江風、涼風）としてガダルカナル島への輸送作戦に従事中、米艦隊と交戦して撃沈された（ルンガ沖夜戦）。

## 艦歴

### 竣工まで
1939年度（④計画）仮称第121号艦として浦賀船渠で建造。1941年（昭和16年）の段階で日米戦争が始まらなければ、昭和17年度の戦時編制で第六航空戦隊（特設航空母艦3、第31駆逐隊〈長波、巻波、高波、大波〉）に所属する予定だった。
1942年（昭和17年）1月20日、「高波」の艦名が正式に与えられた。同日附で夕雲型駆逐艦に類別される。
3月16日午後4時30分、横須賀鎮守府長官平田昇中将立ち合いの元で進水した。
7月24日、浦賀船渠の高波艤装員事務所は事務を開始した。
7月25日附で小野四郎少佐（当時、駆逐艦「山雲」駆逐艦長）が艤装員長に任命される。
小野少佐は8月20日附で艤装員長職務を解かれ、小倉正身中佐（当時、駆逐艦「満潮」艦長）が艤装員長に任命された。
8月31日、「高波」は竣工した。小倉中佐も正式に艦長となった。艤装員事務所は撤去された。同日附で舞鶴鎮守府籍となる。その上で、警備駆逐艦に指定された。

### ガダルカナル島を巡る戦い
「高波」は瀬戸内海および香港からラバウル方面へ陸軍部隊を輸送する沖輸送に参加した。「高波」は佐伯発の第一船団（賀茂丸、波上丸）の護衛であった。9月27日に佐伯を出港。10月7日、ラバウル北西約30浬でアメリカ潜水艦の攻撃により「波上丸」が被雷沈没し、「高波」は生存者279名を救助した。
この沖輸送参加中の10月1日付で、「高波」は第二水雷戦隊の第三十一駆逐隊に編入されている。駆逐隊司令は清水利夫大佐（前職、第21駆逐隊司令）。清水司令は「高波」を司令駆逐艦に指定した。護衛任務を終えた後はトラック諸島に回航され、10月10日に到着した。
10月11日、第二水雷戦隊（軽巡洋艦「五十鈴」〈二水戦旗艦〉、第15駆逐隊〈親潮、黒潮、早潮〉、第24駆逐隊〈海風、江風、涼風〉、第31駆逐隊〈高波、巻波、長波〉）はガダルカナル島（以下、ガ島）ヘンダーソン飛行場を艦砲射撃する第三戦隊（戦艦2隻〈金剛、榛名〉。司令官栗田健男中将）を護衛してトラックを出撃する。対するアメリカ軍は10月11日 - 12日のサボ島沖海戦で重巡「古鷹」と駆逐艦3隻（吹雪、夏雲、叢雲）を撃沈して勝利をおさめたものの、大小の損害を受けて消耗した米艦隊（指揮官ノーマン・スコット少将）もガ島海域から撤収した。
10月13日から14日にかけての深夜に行われたヘンダーソン基地艦砲射撃で、第15・第24駆逐隊は第三戦隊の直衛、第31駆逐隊は警戒隊、応援に派遣された第19駆逐隊はガ島〜ラッセル諸島の哨戒隊として行動、「長波」がアメリカ軍魚雷艇を撃退した。ヘンダーソン飛行場はかなりの損害を受けたが、航空機42機、B-17重爆6機、日本軍が知らなかった新造滑走路（戦闘機用）が健在だった。10月14日深夜〜15日17時には三川中将直率隊（重巡〈鳥海、衣笠〉、駆逐艦〈天霧、望月〉）によるヘンダーソン飛行場砲撃が実施されたが、二回の艦砲射撃を受けても同基地はいまだ稼働航空機を多数残していた。
一方、第四水雷戦隊（司令官高間完少将、旗艦「秋月」）が護衛していた高速輸送船団（吾妻山丸、南海丸、九州丸、佐渡丸、笹子丸、埼戸丸）は10月15日朝の時点でガ島に物資・重火器・弾薬・人員の約8割を揚陸していた。ところが、ヘンダーソン飛行場よりアメリカ軍機のべ129機が襲来して輸送船3隻（笹子丸、九州丸、吾妻山丸）を喪失、揚陸した物資もアメリカ空母「ホーネット (USS Hornet, CV-8) 」の艦載機・ガ島航空隊・アメリカ艦隊の艦砲射撃により16日の時点で大部分を焼き払われている。輸送船団の苦戦をみた山本五十六連合艦隊司令長官は同日9時15分に重巡洋艦2隻にガ島飛行場砲撃を下令した。第三戦隊とともにガダルカナル島を後にした第二水雷戦隊は、飛行場砲撃隊に指定された第五戦隊の重巡2隻（妙高、摩耶）の護衛に二水戦4隻（旗艦〈五十鈴〉、第31駆逐隊〈高波、巻波、長波〉）を加勢させる形で兵力を分割した。第五戦隊は前日夜にガダルカナル島タサファロングの浜辺に突入して撃沈された高速輸送船3隻（笹子丸、九州丸、吾妻山丸）を見つつ、10月15日夜に艦砲射撃を敢行した。砲撃は約1時間で終わり「妙高」は20cm砲弾476発、摩耶は20cm砲弾450発を発射、第31駆逐隊も253発の砲撃を行った。戦場を離脱後、10月17日夜に第二艦隊（司令長官近藤信竹中将）および第三艦隊（司令長官南雲忠一中将）主力と合流し、補給を行いつつ敵を求めて進撃を続けた。
10月26日の南太平洋海戦における第二水雷戦隊は、前進部隊（指揮官・近藤信竹第二艦隊長官：旗艦「愛宕」）に所属し、第四戦隊（愛宕、高雄）、第三戦隊（金剛、榛名）、第五戦隊（妙高、摩耶）、第二航空戦隊（隼鷹）と共にアメリカ軍機動部隊と交戦した。10月30日にトラックに帰投した。
11月3日、第二水雷戦隊は外南洋部隊増援部隊としてトラックを出撃してショートランドに向かい、11月5日11時30分到着した。同地で増援部隊指揮官は橋本信太郎第三水雷戦隊司令官から田中頼三第二水雷戦隊司令官に変更され、橋本司令官は軽巡「川内」以下第三水雷戦隊各艦をひきいてトラック泊地へ戻った。田中司令官はさっそくガ島への鼠輸送を指揮することになった。
11月6日深夜、甲増援隊（第15駆逐隊〈親潮、早潮、陽炎〉、第24駆逐隊〈海風、江風、涼風〉、第31駆逐隊〈巻波、高波、長波〉、第10駆逐隊〈夕雲、風雲〉）はショートランドを出撃。途中でB-17の空襲を受け、「高波」は軽傷者1名、「長波」は負傷者16名を出した。輸送隊は深夜にタサファロング沖に到着して糧食を降ろし、傷病兵と便乗者を乗せて帰投した。
11月12日、増援部隊（早潮〈二水戦旗艦〉、親潮、陽炎、海風、江風、涼風、高波、巻波、天霧、望月）は第38師団（佐野忠義中将）の将兵を乗せた11隻の輸送船とともにショートランドを出撃する。しかし第三次ソロモン海戦第一夜戦と翌日昼間空襲で3隻（比叡、暁、夕立）が沈没しヘンダーソン飛行場砲撃が中止されたことを受け、命令に従い輸送船団は一旦ショートランド泊地に戻った。外南洋部隊(指揮官三川軍一第八艦隊司令長官)は西村祥治第七戦隊司令官（旗艦「鈴谷」）ひきいる外南洋部隊支援隊（巡洋艦〈鈴谷、摩耶、天龍〉、駆逐艦〈夕雲、巻雲、風雲、朝潮〉）にガ島飛行場砲撃を命じ、自らも主隊（鳥海、衣笠、五十鈴）をもって掩護にあたった。支援隊は11月13日深夜に飛行場砲撃を実施したが、重巡2隻（鈴谷、摩耶）の砲撃では飛行場を破壊できず、11月14日昼間のアメリカ軍機の空襲（飛行場から飛来）で衣笠を撃沈され、各艦（鳥海、摩耶、五十鈴）も損傷を受けている。
一方の輸送船団（第二水雷戦隊）も、11月14日夜の揚陸を予定して11月13日15時30分ショートランド泊地を出撃、支援隊飛行場砲撃成功の報告を受けてガ島へ向け南下していた。「衣笠」が沈没しつつあったころ、輸送船団もヘンダーソン飛行場から飛来した空母「エンタープライズ (USS Enterprise, CV-6) 」の艦載機、陸軍機、海兵隊機による8度にわたる反復攻撃を受ける。11隻いた輸送船のうち6隻が沈没、「佐渡丸」が駆逐艦2隻（天霧、望月）に護衛されて退避した。田中少将は駆逐艦と残存の輸送船4隻をサボ島沖に向かう前進部隊の後につけさせてガ島へむかった。
前進部隊とウィリス・A・リー少将指揮下のアメリカ艦隊（戦艦〈ワシントン、サウスダコタ〉、駆逐艦4）との間に第三次ソロモン海戦第二夜戦が生起すると、田中司令官は第15駆逐隊（親潮、陽炎）をして米戦艦を追撃させた。自身は輸送船団と共に反転した。日本艦隊から2隻（霧島、綾波）が沈没し、米戦艦2隻が戦場から離脱した段階で、近藤中将は輸送船団の突入を下令する。三川中将は通常の揚陸を指示したが、田中司令官は第八艦隊の命令を無視する形で、輸送船4隻（広川丸、山浦丸、鬼怒川丸、山東丸）をタサファロングの浜辺に擱座させた。人員約2,000名は揚陸したものの、日中の空襲とアメリカ艦隊の艦砲射撃により輸送船4隻は炎上、揚陸物資・弾薬・重火器のほとんどを喪失した。第二水雷戦隊は11月15日にショートランドに帰投した。

### ルンガ沖夜戦
輸送船団によるガダルカナル島突入が失敗に終わると、ガダルカナル島の友軍2万数千名に対する糧食・弾薬の補給は緊急案件となった。各種輸送手段を研究した連合艦隊は、ドラム缶を用いた鼠輸送に切り替える。参加部隊は11月27日までにショートランド泊地に集結した。
田中少将は、輸送隊の駆逐艦から予備魚雷を降ろし、警戒艦を除く各艦にドラム缶を200個から240個搭載させた。増援部隊の区分は、警戒隊（指揮官二水戦司令官、第31駆逐隊〈長波、高波〉）、第一輸送隊（指揮官佐藤寅治郎第15駆逐隊司令、第15駆逐隊〈親潮、黒潮、陽炎〉、巻波）、第二輸送隊（指揮官中原義一郎第24駆逐隊司令、第24駆逐隊〈江風、涼風〉）の計駆逐艦8隻である。田中少将は長波に将旗を掲げた。高波は第31駆逐隊の司令駆逐艦で、航行隊形は高波 - 親潮 - 黒潮 - 陽炎 - 巻波 - 長波〈二水戦旗艦〉- 江風 - 涼風だった。
11月29日夜22時45分、第二水雷戦隊はショートランドを出撃して北方からガダルカナル島を目指した。しかし、翌11月30日朝に偵察のB-17 （戦史叢書ではB-25）に発見される。これを受け、南太平洋軍司令官ウィリアム・ハルゼー大将は「東京急行」を阻止すべく、カールトン・H・ライト少将の第67任務部隊を出撃させた。
サボ島沖に差し掛かった20時頃、「高波」は下令により単艦先行してアメリカ艦隊の攻撃に備える。21時12分、「高波」は第67任務部隊を発見し「100度方向ニ敵ラシキ艦影見ユ」と報告、1分後に「黒潮」も敵艦影を発見、輸送隊は警戒しつつドラム缶投入準備を続けた。「高波」では小倉艦長により「左砲雷同時戦」が下令されていたが、清水司令は「この視界では青い目玉に見つかることはあるまい」として補給任務終了後に戦闘を開始するよう命じたという。
21時15分、「高波」は「敵駆逐艦七隻見ユ」と報告し、これを受けて田中少将は「揚陸止メ、全軍突撃セヨ」（21時16分）を下令する。ルンガ沖夜戦（アメリカ軍呼称タサファロンガ海戦）の始まりである。アメリカ軍側はレーダーで第二水雷戦隊を補足、平行反航の針路で航行していたが、レーダー目標と背後のガダルカナル島海岸が混ざって絶好の雷撃機会を逸した。第67任務部隊前衛駆逐艦群の魚雷は命中しなかった（「高波」の艦底を魚雷3本が通過したという）が、巡洋艦部隊は他の駆逐艦より「いくらか近くにいた駆逐艦（高波）」を砲撃、炎上させた。
一方、敵発見を報じた「高波」は21時20分頃から第67任務部隊の集中砲火を浴び、舵故障を起こしつつ人力操舵で操艦した。12.7センチ主砲で反撃しつつ酸素魚雷8本を発射したものの、袋叩きの末に航行不能となった。生還した江田高一（航海長）は「砲弾が集中したとき、息ができないほどだった」と回想している。旗艦「長波」は魚雷を発射すると、反転して避退した。第24駆逐隊（江風、涼風）は距離約8,000mで魚雷を発射後、「長波」に追及した。第一輸送隊（親潮、黒潮、陽炎、巻波）はアメリカ艦隊に気付かれず、その隙を突いて距離3,000mで酸素魚雷を発射した。その槍衾は第67任務部隊の巡洋艦部隊に襲い掛かった。先頭の重巡「ミネアポリス (USS Minneapolis, CA-36) 」には魚雷が2本命中し艦首を吹き飛ばし、ミネアポリスの後方を包んでいた重巡「ニューオーリンズ (USS New Orleans, CA-32) 」も魚雷の射線に飛び込み、艦首に魚雷が命中して「ミネアポリス」同様に鼻先を失った。3番艦「ペンサコーラ (USS Pensacola, CA-24) 」は損傷した「ミネアポリス」「ニューオーリンズ」両艦を避けるべく左に舵を切ったが、両艦からの火災によって「ペンサコーラ」の艦影が浮かび上がり、日本側による2度目の雷撃の格好の目標となってしまった。「ペンサコーラ」には1本が後部マスト直下の左舷側に命中し、機械室が破壊され砲塔3基が使用不能になった上、大火災が発生した。4番艦「ホノルル (USS Honolulu, CL-48) 」は30ノットの速力で相手から離れ無事だった。当初無傷だった5番艦「ノーザンプトン (USS Northampton, CA-26) 」は避退する第二水雷戦隊を追撃中に、第15駆逐隊（黒潮、陽炎）が発射した魚雷が命中した。魚雷2本が左舷後部に命中したが、命中穴は大きく同一箇所に命中したようだった。ノーザンプトンは左に大きく倒れ、燃えながら沈没していった。日本側はワシントン型戦艦1隻撃沈・オーガスタ型巡洋艦1隻轟沈・3隻火災（1隻沈没）を報じ（実際戦果、重巡洋艦1沈没、重巡3大破）、アメリカ軍は駆逐艦4隻撃沈確実・2隻以上撃破（うち2隻は沈没確実）と見積もった（実際戦果、「高波」沈没、「長波」小破）。
23時ごろ、戦場を離脱中の第15駆逐隊（親潮、黒潮）は田中司令官（長波）より「高波」救援命令を受けた。反転した2隻は漂流する高波を発見、「短艇なし」の報告をうけて接舷救助を試みる。「親潮」から見ると、「高波」の上部構造物は原型がなく船体の各所から白煙がのぼり、沈没は時間の問題だった。乗組員の移乗直前、「高波」の見張り員は敵艦の接近を報告した。第67任務部隊の駆逐艦部隊が接近してきたため（第15駆逐隊側は巡洋艦2、駆逐艦3と報告）、予備魚雷を降ろしていた2隻（親潮、黒潮）に反撃の手段はなく（この時、黒潮は残魚雷2本発射）、救援を中止して避退した。敵駆逐艦らしきものが現れたが、これは反転して去り、続いて損傷した巡洋艦が「高波」のそばを通り過ぎた。23時30分頃、清水司令の命令により「高波」は自沈の処置がとられる。当時生存者約100名は退去を開始したが、沈没直前の23時37分にアメリカ艦隊が発射した魚雷が艦尾に命中。
続いて艦尾の爆雷および弾薬庫が爆発し、サボ島の南6海里の地点（アイアンボトム・サウンド）で沈没した。「高波」駆逐艦長の小倉中佐は艦橋で指揮中、1番砲塔被弾時の弾片と爆風により重傷を負い、艦橋から運びだされたのち、戦死した。第31駆逐隊司令清水利夫大佐も行方不明となった（戦死認定、少将進級）。高波乗員のうち211名が戦死。
生存者（准士官以上4名、下士官兵29名）はガ島へ泳ぎ着いた。
本海戦で増援部隊旗艦「長波」が真っ先に避退してしまい、開戦以来の「第二水雷戦隊司令部は弱い」という批判を打ち消すことができなかった。「高波」を囮同然にした挙句、「長波」が先に帰ってしまったことに対する反発もあったという。戦史叢書では本海戦における勝利について「高波が一艦で敵の攻撃を引き受けた為、他の駆逐隊が態勢を立て直し夜戦能力を発揮できたから」と総括している。
駆逐艦高波は12月24日附で帝国駆逐艦籍、第31駆逐隊、夕雲型駆逐艦のそれぞれから除籍された。

## 歴代艦長
艤装員長
1. （兼）小野四郎 少佐：1942年7月23日[16] - 1942年8月20日[18]（本職：朝潮型駆逐艦山雲駆逐艦長）
2. 小倉正身 中佐：1942年8月20日[18] - 1942年8月31日[21]

駆逐艦長
1. 小倉正身 中佐：1942年8月31日[21] - 1942年11月30日 戦死[100]。同日付任海軍大佐[101]